# Den eneste Kvinde
Den eneste Kvinde (originaltitel The Only Woman) er en amerikansk stumfilm fra 1924 instrueret af Sidney Olcott.

## Medvirkende
- Norma Talmadge som Helen Brinsley
- Eugene O'Brien som Rex Harrington
- Edwards Davis som "Jerry" Harrington
- Winter Hall som William Brinsley
- Matthew Betz som Ole Hansen
- E. H. Calvert som Rodnet Blake
- Stella Di Luni som Bing
- Murdock MacQuarrie